# Mérida-Initiative
Die Mérida-Initiative ist eine Initiative der Regierung der Vereinigten Staaten zur Bekämpfung des Drogenhandels in Süd- und Mittelamerika. Vor allem die Unterstützung der Mexikanischen Regierung im Drogenkrieg ist das Ziel des Plans.

## Geschichte
Die Initiative wurde 2007 unter George W. Bush ins Leben gerufen.
Von 2008 bis 2011 wurden etwa 1,7 Milliarden US-Dollar genehmigt. Die Gelder sollten für Ausbildung und Ausrüstung wie Hubschrauber und Fahrzeuge der Sicherheitsdienste verwendet werden.
2011 wurden bis Anfang August etwa 474 Millionen US-Dollar abgerufen.
Im Dezember 2011 genehmigte der Senat der Vereinigten Staaten ein Budget von 249 Millionen US-Dollar für das Jahr 2012.